# Девоншир Кугарс
Футбольний клуб «Девоншир Кугарс» (англ. Devonshire Cougars) — бермудський футбольний клуб з округу Девоншир. Клуб проводить домашні матчі на стадіоні «Девоншир Рекріейшен Парк». Клуб грає у Прем'єр-лізі Бермудських островів, найвищому футбольному дивізіоні островів, та 4 рази був чемпіоном островів, і 3 рази був володарем Кубка Бермудських островів.

## Титули і досягнення
- Чемпіон Бермудських островів (4): 2004—2005, 2006—2007, 2008—2009, 2012—2013
- Володар Кубка Бермудських островів (3): 2009—2010 2010—2011 2012—2013